# Bulbophyllum curvifolium
Bulbophyllum curvifolium là một loài phong lan thuộc chi Bulbophyllum.